# Глущак Олег Миколайович
Оле́г Микола́йович Глуща́к (1983—2014) — сержант, Державна прикордонна служба України, учасник російсько-української війни.

## Життєпис
Народився 1984 року в місті Могилів-Подільський. 1999 року закінчив могилів-подільську школу № 3, по тому — Могилів-Подільський технологічний технікум. Після служби в армії (2002—2003 роки) вирішив лишитися по контракту, з 2003 року — в прикордонній службі. Начальник радіостанції, Могилів-Подільський прикордонний загін; 3 липня із загоном відбув на схід України.
Загинув 11 липня 2014 року внаслідок ракетної атаки біля Зеленопілля. Позиції опорного пункту українських сил, де розмістилися підрозділи 24-ї механізованої, 72-ї механізованої, 79-ї аеромобільної бригад і мотоманеврена група прикордонників в Луганській області були обстріляні з установки «Град» приблизно о 4:30 ранку. Тоді ж полягли Ігор Момот, Анатолій Глушко, Василь Поляков, Дмитро Сирбу, Вільгельм Штолцель.
Похований в Могилеві-Подільському, міське центральне кладовище.

## Родина
Вдома залишилася дружина, донька 2010 р.н. та мама.

## Нагороди та вшанування
- орден «За мужність» III ступеня (15.07.2014 посмертно)
- Увічнений у Меморіалі пам'яті героїв АТО, відкритому 24 серпня 2016 року в Могилеві-Подільському, біля входу до міського парку.